# Чемпионат России по лыжным гонкам
Чемпионат России по лыжным гонкам — спортивное соревнование по лыжным гонкам, ежегодно проводимое Федерацией лыжных гонок России.

## История

### Досоветский период
Впервые проведён в 1910 году, в дальнейшем до начала Первой мировой войны проводился ежегодно. Не проводился в 1915—1919 годах в связи с Первой мировой и Гражданской войнами. С 1920 года назывался первенством РСФСР. В 1921 году в турнире впервые приняли участие женщины.

### Российский период
С 1992 года ежегодно проводится чемпионат России по лыжным гонкам.
С 2007 года все комплекты медалей, кроме 50 км у женщин и 70 км у мужчин, разыгрываются в одном городе в рамках одного соревнования, а марафонские забеги проводятся отдельно спустя две недели (с 2008 года — регулярно в Апатитах и Мончегорске). До 2006 года комплекты медалей по отдельным дисциплинам могли разыгрываться в разное время и в разных городах, например в сезоне 2004/05 часть наград была разыграна в декабре в Рыбинске, остальные — в марте-апреле в Сыктывкаре и Ухте.
В 2020 году чемпионат не был проведён из-за пандемии коронавируса.

## Список чемпионатов
| Год  | Место проведения                                                                  | Дата                 | Примечание                       |
| ---- | --------------------------------------------------------------------------------- | -------------------- | -------------------------------- |
| 2005 | Сыктывкар, Республика Коми                                                        | 26—28 марта          | Итоги                            |
| 2006 | Мурманск                                                                          | 26—31 марта          | Итоги                            |
| 2007 | Ханты-Мансийск, Ханты-Мансийский АО                                               | 31 марта — 8 апреля  | Итоги                            |
| 2008 | Сыктывкар, Республика Коми                                                        | 22—29 марта          | Итоги                            |
| 2009 | Республиканский лыжный комплекс им. Р. Сметаниной, Сыктывкар, Республика Коми     | 27—31 марта          | Итоги                            |
| 2010 | Республиканский лыжный комплекс им. Р. Сметаниной, Сыктывкар, Республика Коми     | 24—31 марта          | Итоги                            |
| 2011 | Областной центр зимних видов спорта «Жемчужина Сибири», Тюмень, Тюменская область | 24—30 марта          | Итоги                            |
| 2012 | Областной центр зимних видов спорта «Жемчужина Сибири», Тюмень, Тюменская область | 21—30 марта          | Итоги                            |
| 2013 | Республиканский лыжный комплекс им. Р. Сметаниной, Сыктывкар, Республика Коми     | 28 марта — 4 апреля  | Итоги                            |
| 2014 | Областной центр зимних видов спорта «Жемчужина Сибири», Тюмень, Тюменская область | 22—30 марта          | Итоги                            |
| 2015 | СоК «Малиновка, Кононовская, Архангельская область                                | 20—29 марта          | Итоги                            |
| 2016 | Областной центр зимних видов спорта «Жемчужина Сибири», Тюмень, Тюменская область | 23 марта — 1 апреля  | Итоги                            |
| 2017 | Биатлонный центр Ханты-Мансийска, Ханты-Мансийск, Ханты-Мансийский АО             | 24 марта — 02 апреля | Итоги                            |
| 2018 | Республиканский лыжный комплекс им. Р. Сметаниной, Сыктывкар, Республика Коми     | 24 марта — 1 апреля  | Итоги                            |
| 2019 | СоК «Малиновка», Кононовская, Архангельская область                               | 30 марта — 7 апреля  | Итоги                            |
| 2020 | Областной центр зимних видов спорта «Жемчужина Сибири», Тюмень, Тюменская область | 28 марта — 5 апреля  | Чемпионат отменен из-за COVID-19 |
| 2021 | Областной центр зимних видов спорта «Жемчужина Сибири», Тюмень, Тюменская область | 27 марта — 4 апреля  | Итоги                            |
| 2022 | Республиканский лыжный комплекс им. Р. Сметаниной, Сыктывкар, Республика Коми     | 26 марта — 3 апреля  | Итоги                            |
| 2023 | Областной центр зимних видов спорта «Жемчужина Сибири», Тюмень, Тюменская область | 18 марта — 26 марта  | Итоги                            |
| 2024 | СоК «Малиновка», Кононовская, Архангельская область                               | 16 марта — 25 марта  | Итоги                            |
| 2025 | ЛБК «Мирный», Казань, Республика Татарстан                                        | 28 февраля — 9 марта | Итоги                            |